# Lunar Orbiter 1
Lunar Orbiter 1 byla umělá družice Měsíce, vyslaná agenturou NASA v roce 1966. V katalogu COSPAR dostala označení 1966-073A.

## Úkol mise
Družice z USA měla za úkol provést podrobnou fotodokumentaci povrchu Měsíce.

## Základní údaje
Označení Lunar měla kvůli zvolené orbitě kolem Měsíce. Její váha byla 386 kg. Byla vybavena mj. brzdícím motorem a fotografickým systémem. Dva objektivy umožňovaly snímat detaily z výšky 80 km o velikosti 1 metr. Na film 70 mm se vešlo 200 dvojexpozic, které byly rádiovou cestou odesílány na Zem.
Další známé družice USA s podobným označením byly Lunar Explorer.

## Průběh mise
Sonda s raketou Atlas Agena D odstartovala 10. srpna 1966 z kosmodromu Eastern Test Range na Floridě v USA. Byla navedena na orbitální dráhu, která byla postupně díky svému motoru změněna, takže 14. srpna obíhala Měsíc ve výši 189 – 1868 km a o čtyři dny později zahájila snímkování první sérií. Dne 18. srpna byla dráha pozměněna a bylo tak možné zahájit další fotografování, tentokrát míst uvažovaných jako cíle připravovaných misí Apolla. Byly také pořízeny z této vzdálenosti snímky Země. Ke změně parametrů oběžné dráhy došlo také 25. srpna, z ní byly pořízeny a na Zemi odeslány poslední snímky.
Mimo tohoto programu prováděla sonda měření radiace a koncentrace mikrometeoritů.
Dva měsíce po startu, dne 29. října 1966 už sondě docházelo palivo pro provádění změn dráhy a orientace, byl tedy zapálen naposledy brzdící motor na 97 sekund, takže sonda po 527 obězích skončila pádem na povrch Měsíce.

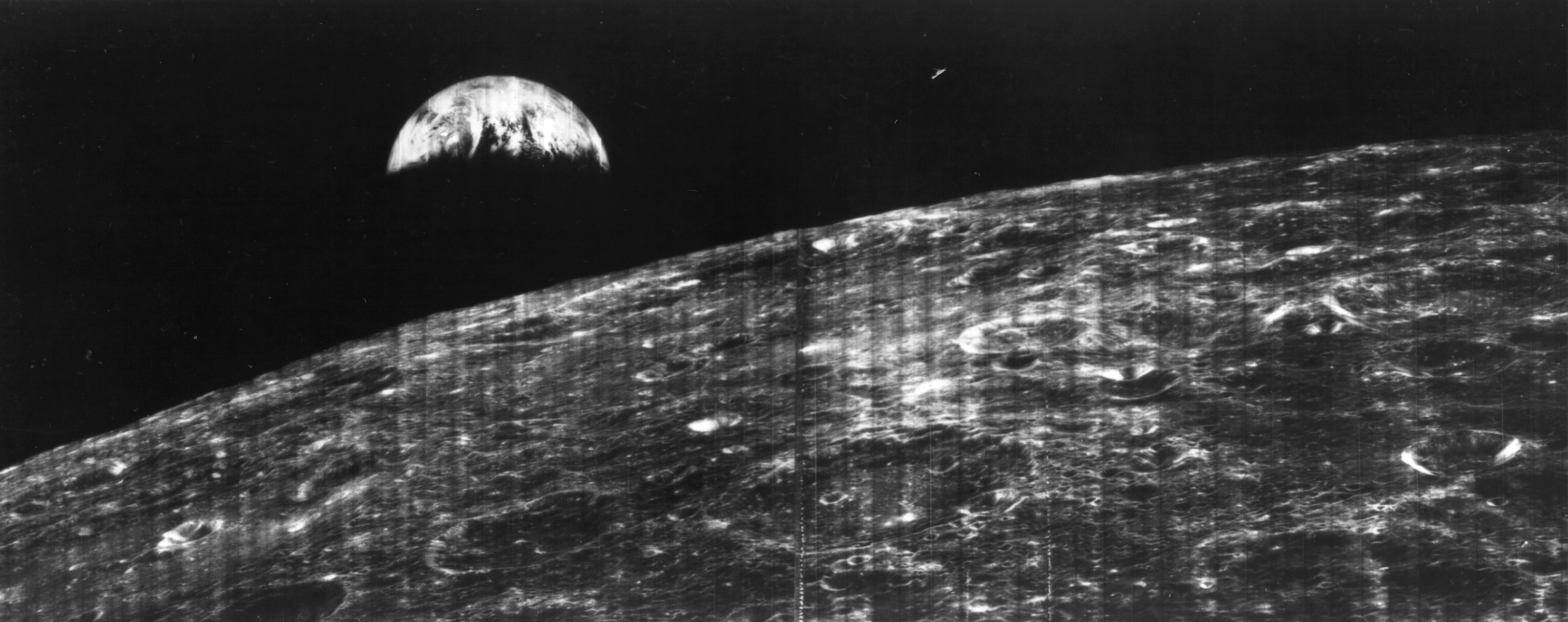
Jedna z prvních dvou dálkových fotografií Země pořízené ze vzdálenosti Měsíce, 23. srpna 1966
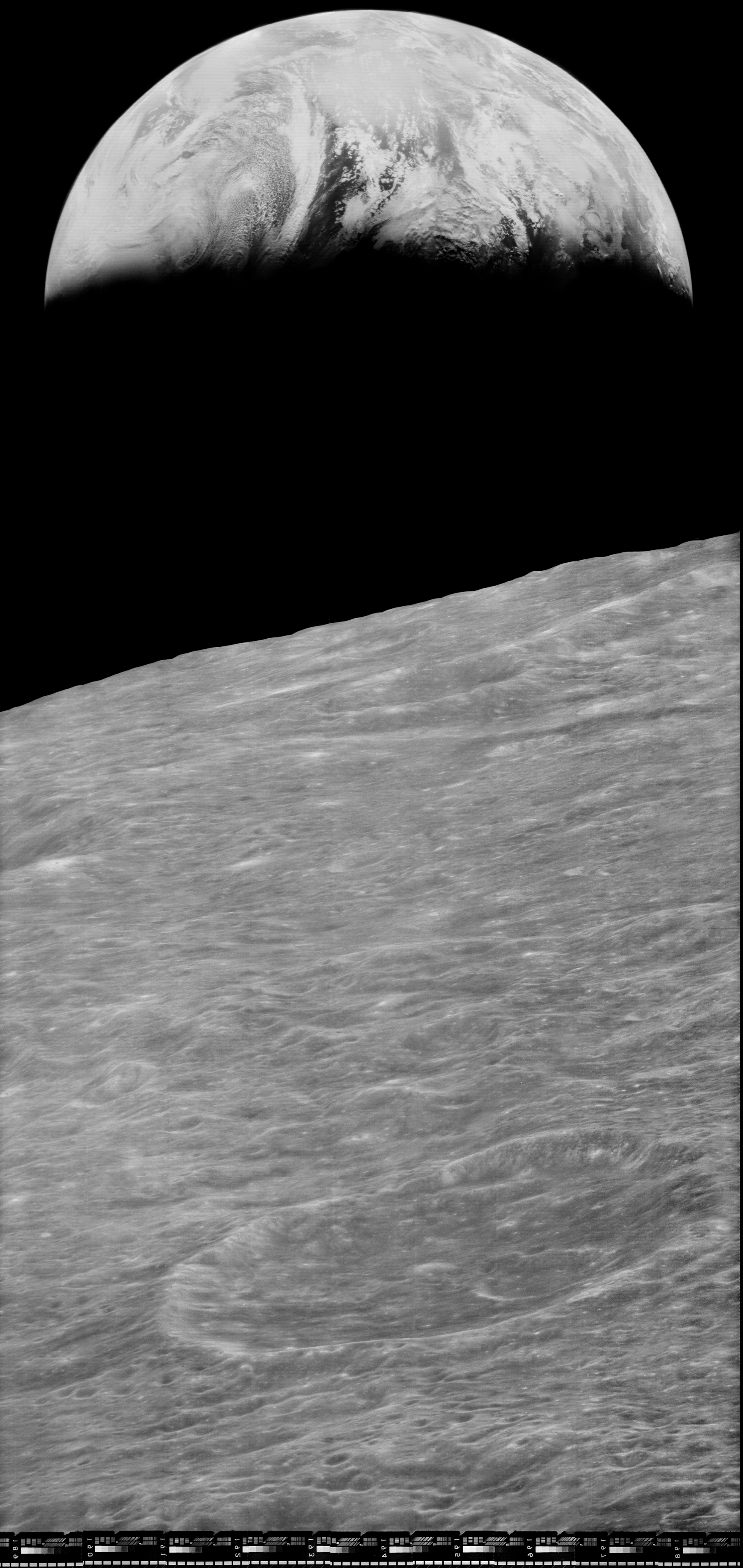
Část fotografie zpracovaná projektem LOIRP v roce 2008